# 真菅駅

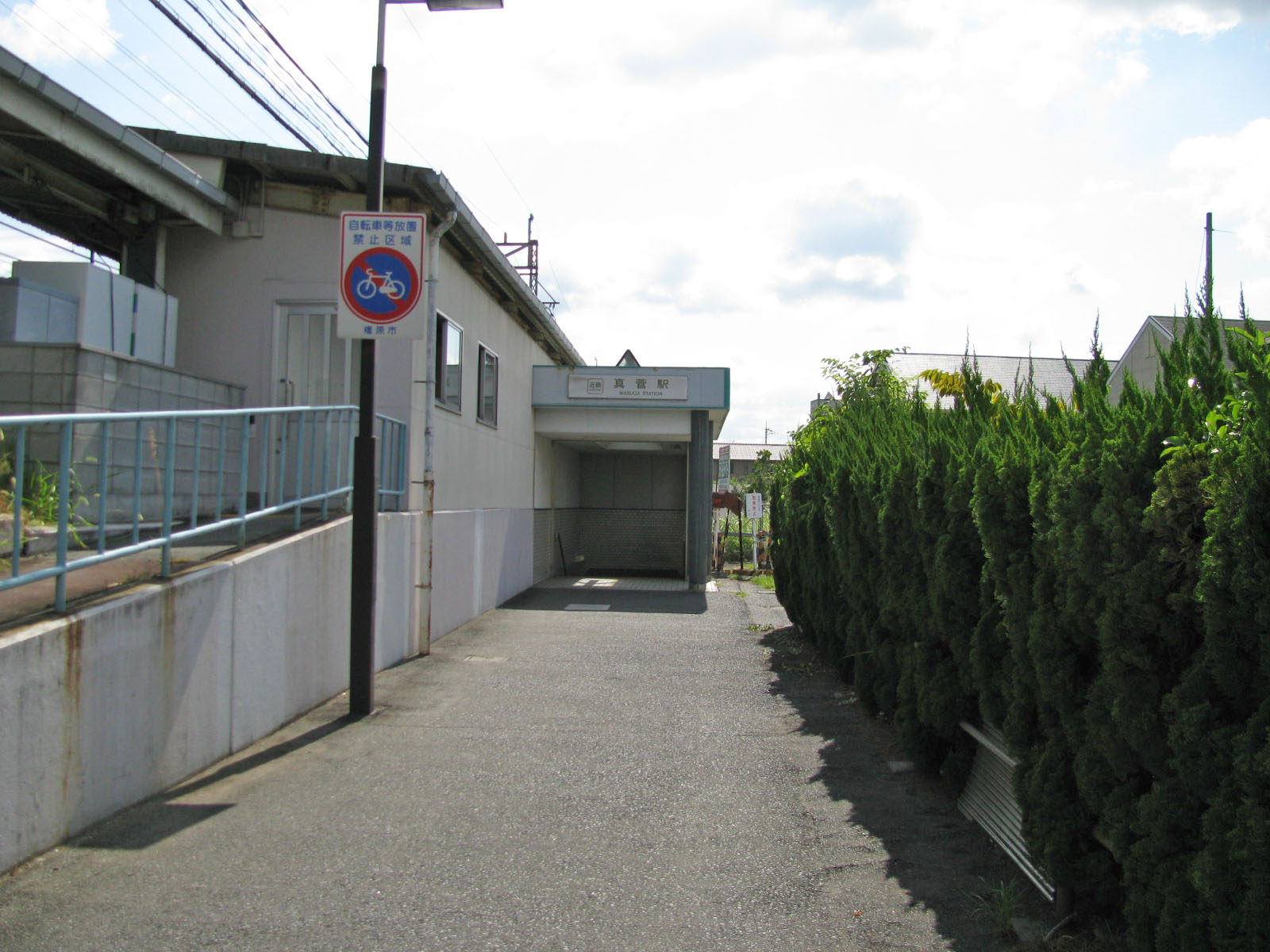
駅出入口

真菅駅（ますがえき）は、奈良県橿原市曽我町にある、近畿日本鉄道（近鉄）大阪線の駅である。駅番号はD27。駅名は開業時、高市郡真菅村であったことから。

## 歴史
- 1925年（大正14年）3月21日：大阪電気軌道八木線（現在の大阪線）高田 - 八木間開通と同時に開業[2]。
- 1941年（昭和16年）3月15日：参宮急行電鉄との会社合併により、関西急行鉄道の駅となる[2]。
- 1944年（昭和19年）6月1日：会社合併により近畿日本鉄道の駅となる[2]。
- 2007年（平成19年）4月1日：PiTaPa使用開始[3]。
- 2021年（令和3年）10月1日以降時期不明：終日無人駅化[4]。

## 駅構造
相対式2面2線のホームを持つ地上駅。改札・コンコースは地下に、ホームは地上にあり、各ホームと地下コンコースを連絡するエレベーターが設置されている。ホーム有効長は6両。出入口は南北双方にある。トイレは下りホームにあり、男女別の水洗式。
大和八木駅が管理する無人駅で、PiTaPa・ICOCA対応の自動改札機および自動精算機（回数券カードおよびICカードのチャージに対応）が設置されている。

### のりば
| のりば | 路線     | 方向 | 行先           |
| ------ | -------- | ---- | -------------- |
| 1      | D 大阪線 | 下り | 名張方面       |
| 2      | D 大阪線 | 上り | 大阪上本町方面 |

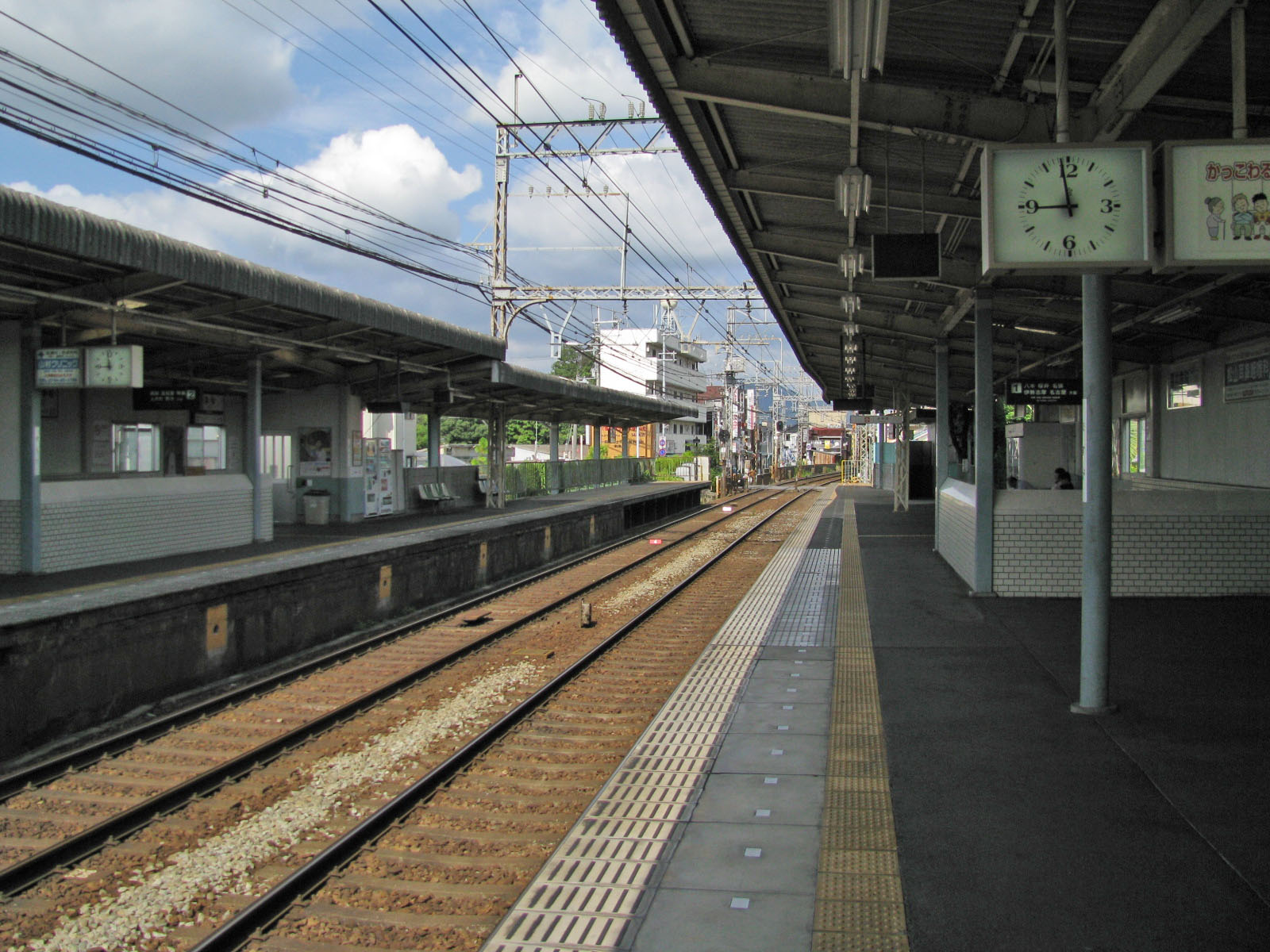
ホーム

## 当駅乗降人員
近年における当駅の1日乗降人員の調査結果は以下の通り。
- 2023年11月7日：4,553人
- 2022年11月8日：4,447人
- 2021年11月9日：4,268人
- 2018年11月13日：5,036人
- 2015年11月10日：5,127人
- 2012年11月13日：4,869人
- 2010年11月9日：5,018人
- 2008年11月18日：5,298人
- 2005年11月8日：5,461人

## 利用状況
近年の1日平均乗車人員は以下の通りである。
| 年度               | 1日平均 乗車人員 |
| ------------------ | ---------------- |
| 1985年（昭和60年） | 2,772            |
| 1986年（昭和61年） | 2,837            |
| 1987年（昭和62年） | 2,862            |
| 1988年（昭和63年） | 2,865            |
| 1989年（平成元年） | 2,914            |
| 1990年（平成2年）  | 2,952            |
| 1991年（平成3年）  | 2,943            |
| 1992年（平成4年）  | 3,009            |
| 1993年（平成5年）  | 3,046            |
| 1994年（平成6年）  | 3,089            |
| 1995年（平成7年）  | 3,090            |
| 1996年（平成8年）  | 3,050            |
| 1997年（平成9年）  | 2,904            |
| 1998年（平成10年） | 2,841            |
| 1999年（平成11年） | 2,825            |
| 2000年（平成12年） | 2,778            |
| 2001年（平成13年） | 2,697            |
| 2002年（平成14年） | 2,632            |
| 2003年（平成15年） | 2,607            |
| 2004年（平成16年） | 2,560            |
| 2005年（平成17年） | 2,533            |
| 2006年（平成18年） | 2,546            |
| 2007年（平成19年） | 2,516            |
| 2008年（平成20年） | 2,495            |
| 2009年（平成21年） | 2,451            |
| 2010年（平成22年） | 2,412            |
| 2011年（平成23年） | 2,399            |
| 2012年（平成24年） | 2,432            |
| 2013年（平成25年） | 2,496            |
| 2014年（平成26年） | 2,441            |
| 2015年（平成27年） | 2,503            |
| 2016年（平成28年） | 2,456            |
| 2017年（平成29年） | 2,457            |
| 2018年（平成30年） | 2,505            |
| 2019年（令和元年） | 2,507            |

## 駅周辺
- 宗我坐宗我都比古神社
- 橿原美容専門学校
- 南都銀行真菅支店
- 奈良中央信用金庫ますが支店

## 隣の駅
近畿日本鉄道
D 大阪線
■快速急行・■急行
通過
■準急・■区間準急・■普通
松塚駅 (D26) - 真菅駅 (D27) - 大和八木駅 (D39)